# Sesselfrau
Als Sesselfrau wurden vorwiegend ältere Frauen bezeichnet, die in Wiener Gartenanlagen und Parks für die Platzierung der Gäste, Kassierung der Leihgebühr, Kontrolle der sogenannten Sessel- oder Sitzkarten, für das Reinigen sowie zeitweilig für das Aufstellen und Einsammeln der mobilen Gartenstühle (österreichisch: Gartensessel) verantwortlich waren. Sesselfrauen gehörten zwischen dem zweiten Drittel des 19. Jahrhunderts und den späten 1950er Jahren zum Erscheinungsbild vieler Wiener Grünanlagen.

## Geschichte

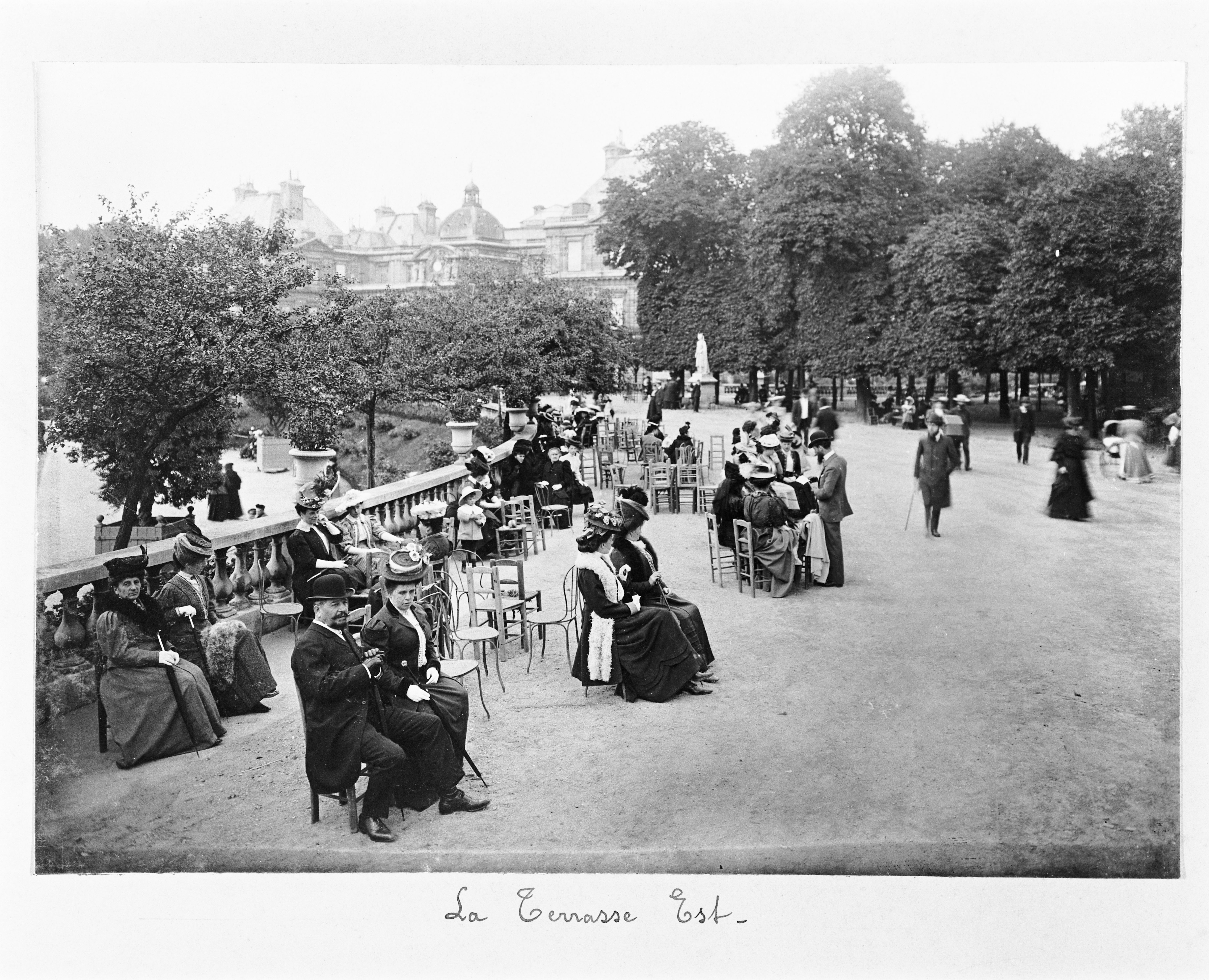
Mobile Gartenstühle im Jardin du Luxembourg

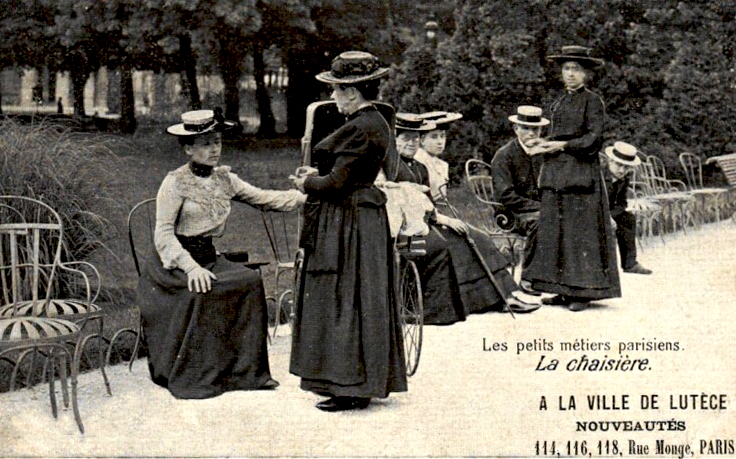
Eine Chaisière (Sesselfrau) kassiert die Leihgebühr in einem Pariser Garten, um 1900

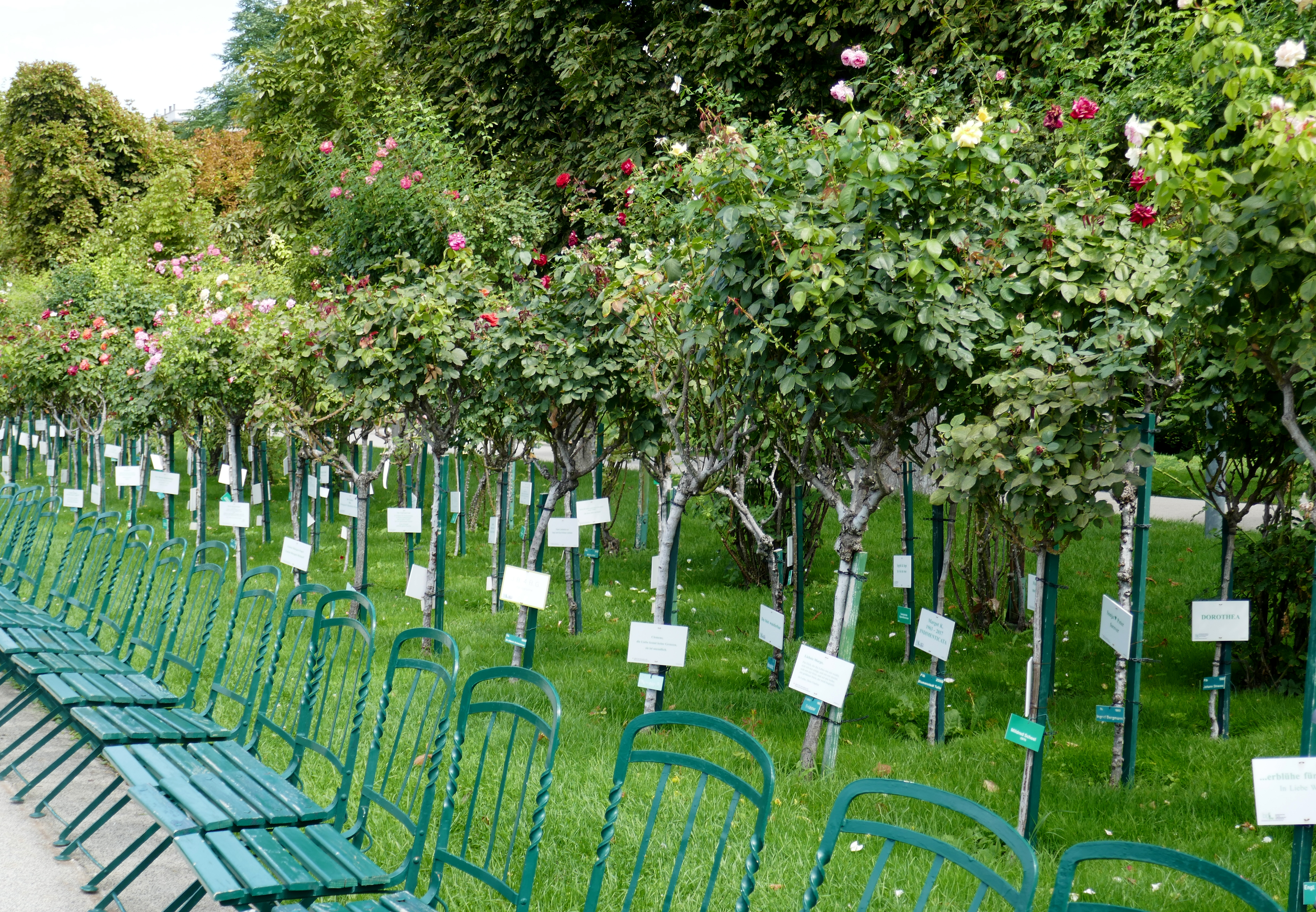
historische Gartensessel im Volksgarten vor den Rosenstöcken, August 2022

Im 19. Jahrhundert wurden in vielen europäischen Städten zahlreiche öffentlich zugängliche Gärten und Parkanlagen errichtet. Zum Verweilen wurden in diesen Gartenanlagen Sitzmöbel aufgestellt. Neben Gartenbänken waren auch mobile Gartenstühle bzw. -sessel beliebt. In Paris wurden unter anderem in den Tuilerinengärten und im Jardin de Luxembourg eine große Anzahl derartiger mobiler Gartenstühle aufgestellt und gegen eine geringe Leihgebühr von den sogenannten chaisières vermietet.
Der Wiener Juwelier Eduard Rohrwasser lernte die Mietstühle auf einer Geschäftsreise in Paris kennen und beschloss, auch in Wien derartige Gartenmöbel zu installieren. Am 22. Oktober 1863 stellte er auf der Gemeinderatssitzung den Antrag, auf der Ringstraße zwischen Stubentor und Kärntner Straße  sowie auf dem Franz-Josefs-Kai bis zur Augartenbrücke Leihsessel aufzustellen. Er beantragte eine exklusive Konzession für die Dauer von 10 Jahren. 1864 wurde ihm eine weitere Lizenz erteilt, in den k.k. Hofgärten gegen die Entrichtung einer Mietgebühr mobile Gartensessel aufzustellen.
Rohrwasser gründete einen Betrieb zur Herstellung von Gartenstühlen. Im Mai 1864 wurden die ersten 60 Leihsessel im Stadtpark aufgestellt. Die frühen Sessel hatten eine geflochtene Sitzfläche, die jedoch nicht witterungsbeständig war. Rohrwasser entwickelte daraufhin den zusammenklappbaren, robusten Kettensitz-Sessel, für den ihm im März 1885 das kaiserlich-königliche Erfindungsprivileg erteilt wurde.
Die Gartenstühle wurden von den Sesselfrauen an den begehrtesten Plätzen in den Gartenanlagen, unter Bäumen, in der Nähe von Springbrunnen und entlang der sogenannten „Lästeralleen“ aufgestellt. Rohrwasser beschäftigte vorwiegend ältere Frauen, die die Gebühr von 2 Kreuzern für die Sessel erhoben, den Besuchern die Plätze zuwiesen und vor allem darauf achteten, dass sich kein unberechtigter Gast auf den Sitzmöbeln niederließ. Die nur gering entlohnten Frauen versuchten mitunter durch die Forderung von Trinkgeld und zum Teil auch durch Betteln ihr karges Gehalt aufzubessern. In anderen Städten der K.u.k. Monarchie, u. a. auf der Esplanade in Gmunden und in Prag, wurden ebenfalls Sesselfrauen in Parks und Gartenanlagen beschäftigt.
1906 entschied das Obersthofmeisteramt die Vermietung der Gartensessel in ihren Gärten selbst zu übernehmen und eigenes Personal dafür zu beschäftigen. Gleichzeitig wurden modernere, bequeme und stabile Gartenstühle bei der Wiener Metall- und Siebwarenfabrik Hutter & Schrantz bestellt, die im Volksgarten (1200 Stück), im Prater (700 Stück), im Augarten (200 Stück) und im Belvederegarten (100 Stück) aufgestellt wurden. Man beschloss, auch im Schlosspark Schönbrunn – mit Ausnahme im Parterre, wo nur Gartenbänke gestattet waren – 800 Gartensessel für die Besucher bereitzustellen.
Diese bei der Wiener Bevölkerung beliebten Stühle wurden vermietet. Für die Benutzung der besonders in der Wiener Innenstadt begehrten Gartensessel wurden ab 1907 sogenannte Sesselkarten zu einem Preis von 4 Hellern verkauft; 1919 kosteten sie das Doppelte.
Nach dem Ende des Ersten Weltkrieges übernahm Rohrwasser von der Stadt Wien die Vermietung der Gartensessel. Anfang der 1920er Jahre beschäftigte er 60 ältere Frauen. In der Inflationszeit, in der Saison 1923, musste für einen Sessel eine Tagesleihgebühr von 180 Kronen entrichtet werden. Die Vermietung der Sessel war für Rohrwasser sehr lukrativ, da nur ein kleiner Teil der Vermietungsgebühr für die Entlohnung der Sesselfrauen aufgewendet wurde. Zudem wurden die Frauen von einem Kontrolleur beaufsichtigt, der darauf achtete, dass die Sesselfrauen die Billets nicht mehrfach verkauften. In den 1930er Jahren waren in den Wiener Gärten und Parks über 10.000 Leihsessel aufgestellt. Im Jahr 1930 wurden 17 Groschen für einen Gartensessel und 34 Groschen für einen Lehnsessel als Leihgebühr erhoben.

## Aufgaben und Kleidung der Sesselfrauen
Für Verkauf und vor allem die Kontrolle der Sesselkarten wurden ältere Frauen angestellt. Anfang des 20. Jahrhunderts wurden in den Gärten, die dem Obersthofmeisteramt unterstanden, insbesondere bedürftige Frauen und Witwen von Gartenbediensteten ausgewählt. Der Erlös aus der Vermietung der Stühle kam einem Unterstützungsfond für das Hofgartenpersonal zugute.
Die Sesselfrauen arbeiteten von 9 Uhr vormittags bis zum Einbruch der Dunkelheit und wurden täglich mit 2 Kronen entlohnt. Im Winter oder bei schlechtem Wetter erhielten sie keine Bezahlung. Durchschnittlich 200 Gartenstühle wurden von einer Sesselfrau beaufsichtigt und betreut. Zu ihren Aufgaben zählten neben dem Verkauf und der Entwertung der Sesselkarten auch die Zuweisung der Gäste auf die Sessel der jeweiligen Preiskategorie, die Reinigung der Gartenstühle sowie zunächst auch das tägliche Aufstellen, Einsammeln und Verwahren der Stühle.

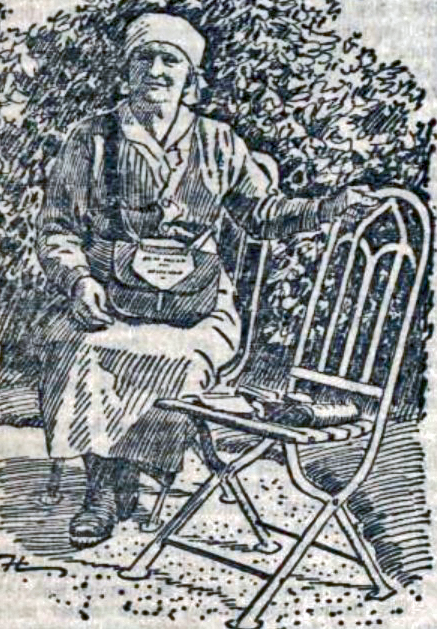
Sesselfrau aus dem Wiener Votivpark

In den Gärten und Parks verlorene Gegenstände, wie Spielzeug, Kleidungsstücke, aber auch Wertgegenstände, verwahrten die Sesselfrauen oder deponierten sie im Büro des Sesselverleihers.
Sesselfrauen erhielten Anfang des 20. Jahrhunderts eine eigene Arbeitskleidung, bestehend aus einer weißen Haube, einem schwarzen oder dunkelblauen Kleid oder Mantel und einer gelb-schwarzen Armbinde mit dem Adleremblem. Um die Geldbörse, die Sesselkarten, die Lochzange zum Entwerten der Billets sowie die Schlüssel für das Sesseldepot und die Reinigungsmittel verstauen zu können, schaffte das Obersthofmeisteramt große Ledertaschen an, die häufig vor dem Bauch getragen wurden. Nach dem Ersten Weltkrieg trugen die Sesselfrauen keine weißen Hauben mehr. Vielmehr waren sie an meist bunt gemusterten Kopftüchern und der großen Ledertasche zu erkennen, auf deren Deckel die Preise für das Leihen der Sessel verzeichnet waren.
Sesselfrauen führten sowohl in städtischen als auch bis 1918 in den kaiserlichen Gärten – meist streng und resolut – die Aufsicht.

„Sie haben beispielsweise ein verblüffendes Personengedächtnis und erkennen genau, ob ein Herr ihres Kundenkreises das eine Mal mit seiner Gattin, das andere Mal mit einer eigentlich zum Sitzen zur rechten Hand nicht ganz berechtigten Dame die Anlagen, die dem Schutze des Publikums empfohlen sind, also - frequentiert. Danach wird es dann eingerichtet, ob der Gast nach Gebühr oder über Gebühr eingeschätzt werden darf, davon hängt die Diskretion ab, mit der die Sesselfrau ihrem Geschäfte obliegen kann, wenn sie will, und rasch und für die gesamte Dauer des Aufenthaltes ist die Formalität samt Trinkgeld erledigt, andernfalls kommt die sittlich Empörte immer dann und so oft und so nahe vorüber, wenn man, wie es poetisch heißt, den mit dem Schatten der Bäume vermählten Schleier des Abends dazu benützen möchte, um endlich wenigstens mit einem flüchtigen Kuß die Landschaft zu verschönen. Man sichere sich die Wohlgewogenheit und das zugedrückte Auge der weisen Frauen öffentlichen Grüns! Ohne sie ist der Genuß städtischer Natur auch nicht einmal die Sesselgebühr wert.“

Die Wiener Sesselfrauen gehörten zum Erscheinungsbild der Gärten bis Ende der 1950er Jahre. Die letzte Sesselfrau wurde bei den Österreichischen Bundesgärten 1961 beschäftigt. Ab Juli 1956 war die Benutzung der Gartensessel kostenlos, einige ehemalige Sesselfrauen vermieteten von nun an Sitzpolster für die Klappsessel.
In Paris endete die Konzession für die Vermietung von Gartenstühlen im Jardin du Luxembourg erst im Jahr 1974.

## Rezeption
Die Eigenarten der strengen und resoluten Frauen wurden in zahlreichen Filmen, Gedichten und Liedern porträtiert, u. a. in:
- Carl Marilaun: Der Besuch aus dem Elysium, Österreichs Illustrierte Zeitung, 18. Oktober 1925, S. 3
- Peter Hammerschlag: Parkwaechter und Sesselfrau, o. J.
- Hans Schubert: Stadtpark, Hörspiel und Film, Österreich, 1951, mit Anni Rosar in der Hauptrolle als Sesselfrau Anna Wawruschka[15][16]
- Helmut Qualtinger: Die alte Engelmacherin, 1957
- Hans Vaber: Die Sesselfrau vom Stadtpark,  Wien 1966
- Ilse Aichinger: Sessel für die Ausgeschlossenen, Der Standard, 17. Juni 2000, S. 19
- Wiener Parks (1/2) – Rund um die Ringstraße, ORF 2023